# Petäjäsaari (ö i Finland, Norra Karelen, Mellersta Karelen, lat 61,90, long 29,92)
Petäjäsaari är en ö i Finland. Den ligger i sjön Pyhäjärvi och i kommunen Kides i den ekonomiska regionen  Mellersta Karelens ekonomiska region  och landskapet Norra Karelen, i den sydöstra delen av landet, 300 km nordost om huvudstaden Helsingfors. Öns area är 0,5 hektar och dess största längd är 90 meter i sydväst-nordöstlig riktning.